# Las Flores, Ciudad Valles
Las Flores är en ort i Mexiko.   Den ligger i kommunen Ciudad Valles och delstaten San Luis Potosí, i den centrala delen av landet, 300 km norr om huvudstaden Mexico City. Las Flores ligger 151 meter över havet och antalet invånare är 166.
Terrängen runt Las Flores är kuperad åt nordväst, men åt sydost är den platt. Runt Las Flores är det ganska tätbefolkat, med 78 invånare per kvadratkilometer. Närmaste större samhälle är Ciudad Valles, 18,9 km sydost om Las Flores. Omgivningarna runt Las Flores är en mosaik av jordbruksmark och naturlig växtlighet.